# Euthalia chula
Euthalia chula är en fjärilsart som beskrevs av Hans Fruhstorfer 1905. Euthalia chula ingår i släktet Euthalia och familjen praktfjärilar. Inga underarter finns listade i Catalogue of Life.